# Papinska konklava 2013.
Konklava 2013. održana je zbog povlačenja pape Benedikta XVI., koje je najavljeno 11. veljače 2013., a dogodilo se 28. veljače iste godine u 20:00 sati. Benedikt XVI. tako je postao prvi papa koji se odrekao službe nakon Grgura XII. 1415., te prvi koji je to učinio dobrovoljno nakon Celestina V. 1294. Razlozi su papinog odstupanja, kako je službeno priopćeno, bili starost i nedostatak tjelesne snage. Na kongregaciji 8. ožujka odlučeno je kako će konklava započeti 12. ožujka. Nakon petog kruga glasovanja, 13. ožujka 2013. izabran je novi (266. po redu) papa, Argentinac Jorge Mario Bergoglio koji je uzeo ime Franjo, i prvi je papa tog imena. Riječ je o prvom papi iz Južne Amerike. Bijeli dim je sukljao iz Siktinske kapele u 19:07 sati. Novi papa je prije stupanja na dužnost bio nadbiskup buenosaireski, isusovac i imao je 76 godina.
Od 208 kardinala svi stariji od 80 godina nisu imali pravo sudjelovanja u konklavi. To je pravilo donio Ivan Pavao II. 1996. Dvojica kardinala dobrovoljno su odlučila ne sudjelovati u konklavi: Julius Darmaatmadja iz Indonezije i Keith O'Brien iz Škotske. Dakle, ukupno je u konklavi sudjelovalo 115 kardinala: 28 iz Italije, 32 iz ostatka Europe (među njima dvojica Hrvata: Josip Bozanić i Vinko Puljić), 14 iz Sjeverne Amerike, 19 iz Latinske Amerike, 11 iz Afrike, 10 iz Azije i 1 iz Oceanije. Po poznatom proročanstvu papa svetog Malahije na ovoj konklavi trebao je biti izabran zadnji papa, Petar Rimljanin. Budući da novoizabrani papa nije imao ni svjetovno ni crkveno ime Petar moglo bi se zaključiti da se proročanstvo nije ostvarilo.

## Kardinali izbornici
- Giovanni Battista Re
- Tarcisio Bertone
- Antonios Naguib
- Béchara Boutros Raï
- Godfried Danneels
- Joachim Meisner
- Nicolás de Jesús López Rodríguez
- Roger Mahony
- Jaime Lucas Ortega y Alamino
- Jean-Claude Turcotte
- Vinko Puljić
- Juan Sandoval Íñiguez
- Antonio María Rouco Varela
- Dionigi Tettamanzi
- Polycarp Pengo
- Christoph Schönborn
- Norberto Rivera Carrera
- Francis George
- Zenon Grocholewski
- Crescenzio Sepe
- Walter Kasper
- Ivan Dias
- Geraldo Majella Agnelo
- Audrys Bačkis
- Francisco Javier Errázuriz Ossa
- Julio Terrazas Sandoval
- Wilfrid Napier
- Óscar Andrés Rodríguez Maradiaga
- Juan Luis Cipriani Thorne
- Cláudio Hummes
- Jorge Bergoglio
- José Policarpo
- Severino Poletto
- Karl Lehmann
- Angelo Scola
- Anthony Olubunmi Okogie
- Gabriel Zubeir Wako
- Carlos Amigo Vallejo
- Justin Francis Rigali
- Ennio Antonelli
- Peter Turkson
- Telesphore Placidus Toppo
- George Pell
- Josip Bozanić
- Pham Minh Man
- Philippe Barbarin
- Péter Erdő
- Marc Ouellet
- Agostino Vallini
- Jorge Urosa
- Jean-Pierre Ricard
- Antonio Cañizares Llovera
- Seán Patrick O'Malley
- Stanisław Dziwisz
- Carlo Caffarra
- Seán Brady
- Lluís Martínez i Sistach
- André Vingt-Trois
- Angelo Bagnasco
- Théodore-Adrien Sarr
- Oswald Gracias
- Francisco Robles Ortega
- Daniel DiNardo
- Odilo Scherer
- John Njue
- Raúl Eduardo Vela Chiriboga
- Laurent Monsengwo Pasinya
- Paolo Romeo
- Donald Wuerl
- Raymundo Damasceno Assis
- Kazimierz Nycz
- Malcolm Ranjith
- Reinhard Marx
- George Alencherry
- Thomas Christopher Collins
- Dominik Duka
- Wim Eijk
- Giuseppe Betori
- Timothy M. Dolan
- Rainer Woelki
- John Tong Hon
- Baselios Cleemis
- John Onaiyekan
- Rubén Salazar Gómez
- Luis Antonio Tagle
- Jean-Louis Tauran
- Attilio Nicora
- William Levada
- Franc Rode
- Leonardo Sandri
- Giovanni Lajolo
- Paul Josef Cordes
- Angelo Comastri
- Stanisław Ryłko
- Raffaele Farina
- Angelo Amato
- Robert Sarah
- Francesco Monterisi
- Raymond Leo Burke
- Kurt Koch
- Paolo Sardi
- Mauro Piacenza
- Velasio de Paolis
- Gianfranco Ravasi
- Fernando Filoni
- Manuel Monteiro de Castro
- Santos Abril y Castelló
- Antonio Maria Vegliò
- Giuseppe Bertello
- Francesco Coccopalmerio
- João Braz de Aviz
- Edwin Frederick O'Brien
- Domenico Calcagno
- Giuseppe Versaldi
- James Michael Harvey